# Casa Ulldemolins
La Casa Ulldemolins és una obra noucentista de Valls (Alt Camp) inclosa a l'Inventari del Patrimoni Arquitectònic de Catalunya.

## Descripció
Casa molt estreta. Només hi ha una sola obertura per a cada una de les quatre plantes existents; planta baixa i tres plantes d'habitatges.
Els tres balcons que hi ha tenen una amplada més minsa com més alçada tenen.
L'obra vista alterna amb els esgrafiats que hi ha a la llinda dels balcons i que van de costat a costat de les parets mitjaneres. Aquests esgrafiats presenten element vegelals i dibuixos figuratius.
Al capdamunt, hi ha una petita cornisa.